# Lege verzameling

Symbool voor de lege verzameling

In de wiskunde is de lege verzameling de verzameling zonder elementen. Aangezien een verzameling wordt gekarakteriseerd door zijn elementen, en twee verzamelingen dan en slechts dan precies aan elkaar gelijk zijn, wanneer beide precies dezelfde elementen bevatten, bestaat er maar één unieke lege verzameling.

## Formele definitie
De lege verzameling, genoteerd als ∅, is de verzameling met de eigenschap dat voor iedere denkbare entiteit geldt, dat die geen element van ∅ is. 
{\displaystyle \forall x:x\not \in \varnothing }

## Notatie
De lege verzameling wordt meestal genoteerd met het door Bourbaki ingevoerde symbool {\displaystyle \varnothing }, een doorgestreepte cirkel. Een variant daarop is {\displaystyle \emptyset }, een doorgestreepte nul. Ook wordt de lege verzameling wel als een daadwerkelijk lege verzameling {} genoteerd (wat ook wel in deze encyclopedie gebruikt wordt). Het symbool ∅ is in HTML beschikbaar als &#8709; of als &empty;. In Unicode is het gecodeerd als U+2205 en in LaTeX  als \varnothing en de variant als \emptyset.

### Gelijkende symbolen
Het vergelijkbare symbool ⌀ voor diameter heeft de Unicode U+2300, en de Scandinavische letter Ø de Unicodes U+00D8 en U+00F8.

## Eigenschappen
- Elke verzameling {\displaystyle A} heeft de lege verzameling als deelverzameling:

{\displaystyle \forall A:\varnothing \subseteq A}
- Voor elke verzameling {\displaystyle A} geldt: de vereniging van {\displaystyle A} met de lege verzameling is {\displaystyle A}:

{\displaystyle \forall A:A\cup \varnothing =A}
- Voor elke verzameling {\displaystyle A} geldt: de doorsnede van {\displaystyle A} met de lege verzameling is de lege verzameling:

{\displaystyle \forall A:A\cap \varnothing =\varnothing }
- Het cartesisch product van {\displaystyle A} en de lege verzameling is leeg:

{\displaystyle \forall A:\varnothing \times A=\varnothing }
- De enige deelverzameling van de lege verzameling is de lege verzameling:

{\displaystyle \forall A:A\subseteq \varnothing \Rightarrow A=\varnothing }
- De machtsverzameling van de lege verzameling is een verzameling die alleen de lege verzameling bevat:

{\displaystyle {\mathcal {P}}(\varnothing )={\{\varnothing \}}}
- De kardinaliteit van de lege verzameling is nul; de lege verzameling is ook eindig:

{\displaystyle |\varnothing |=0}

## Veel voorkomende misvattingen
De lege verzameling is niet hetzelfde als niets. Het is een verzameling waar niets in zit, en een verzameling is iets. Het begrip lege verzameling precies toepassen kan helpen bij het begrijpen van de verschillende betekenissen van 'niets' als een woord in de natuurlijke taal.
Bijvoorbeeld, beschouw deze klassieke mop:
- Niets is beter dan eeuwige gelukzaligheid
- Maar een broodje ham is beter dan niets.
- Daarom is een broodje ham beter dan eeuwige gelukzaligheid.

Iedereen ziet dat de logica hierin onzinnig is, maar het is wellicht niet duidelijk hoe dit overeenkomt met de twee betekenissen van 'niets'.
De eerste stelling beweert:
De verzameling van entiteiten die beter zijn dan eeuwige gelukzaligheid is {}.
De tweede stelling beweert:
De verzameling {broodje ham} is beter dan de verzameling {}.
Het verschil tussen de twee zinnen is nu wel te zien: de eerste gaat over een aantal entiteiten, maar de tweede vergelijkt twee verzamelingen, waarbij {}, de verzameling van 'niets', dus verschillende rollen speelt.
Ironisch genoeg kan de lege verzameling goed gebruikt worden om het intuïtieve concept 'niets' te analyseren, maar zorgt diezelfde lege verzameling voor een hoop verwarring bij de meeste mensen als ze haar voor het eerst zien. We kunnen bijvoorbeeld wel spreken over een verzameling met geen elementen, maar we zijn niet erg geneigd om over een 'stapel van geen stenen' te spreken.